# Окно (Ивано-Франковская область)
Окно́ (укр. Вікно) — село в Городенковской городской общине Коломыйского района Ивано-Франковской области Украины.
Население по переписи 2001 года составляло 1339 человек. Занимает площадь 15,994 км². Почтовый индекс — 78125. Телефонный код — 3430.

## История
Основан во времена Галицко-Волынского царства. Название происходит от родника, который расположен в центре села и не замерзает даже зимой.
Первое сохранившееся упоминание о селе в исторических источниках датируется 1453 годом.